# 雷扎尼夫卡
49°5′51″N 30°42′55″E / 49.09750°N 30.71528°E
雷扎尼夫卡（羅馬化：Ryzhanivka）是位於烏克蘭中部切爾卡瑟州茲韋尼霍羅德卡區的村莊，始建於十七世紀，面積32.76平方公里，海拔高度207米，2001年人口967。